# Хохряков, Андрей Павлович
Андре́й Па́влович Хохряко́в (2 сентября 1933, Москва — 25 мая 1998, Тверь) — советский, российский ботаник, доктор биологических наук. Главные области интересов — ботаническая география, систематика растений, эволюционная биоморфология и интродукция растений.

## Биография
Родился в Москве на Соколе в семье инженера-нефтяника Павла Александровича Хохрякова и Ольги Андреевны урождённой Бояровой (по первому мужу Капустиной). В школьные годы посещал Кружок юных зоологов зоопарка (КЮБЗ), а затем ВООП (кружок при Всероссийском обществе охраны природы) под руководством П. П. Смолина. Окончил школу в 1952 году в 19 лет.
в 1955—1956 годах руководил студенческим кружком на кафедре геоботаники биолого-почвенного факультета МГУ. На 4-м курсе под руководством М. Н. Караваева выполнил курсовую работу по реликтам Средней России на кафедре геоботаники. В 1956 году стал членом-корреспондентом Московского общества испытателей природы, вместе с «другими участниками группы по изучению флоры Московской области (В. Тихомировым, С. Разумовским) сделал сообщение о редких растениях Московской области».
В 1957 году окончил биологический факультет МГУ. По распределению поехал в Архангельскую область преподавать биологию в село Екатеринкино Кадыйского района. В 1958—1959 годах работал в Кобулети (Аджарская АССР) на Колхидской зональной станции лекарственных растений. В 1960 женился на Мае Мазуренко, будущем ботанике.
В 1964 году под руководством М. В. Культиасова защитил кандидатскую диссертацию по теме «Морфолого-биологическая характеристика эремурусов в связи с их происхождением, эволюцией, культурой».
В 1974 году защитил докторскую диссертацию по теме «Филогения и систематика лилейных по данным биоморфологического анализа».
С 1995 года член-корреспондент Российской академии естественных наук. За достижения в труде награжден орденом «Знак Почёта»
Хохряков описал несколько новых родов и более 70 видов растений.

## Печатные работы
- Эремурусы и их культура / АН СССР; Гл. ботан. сад; отв. ред. М. В. Культиасов. — М.: Наука, 1965. — 127 с.
- Соматическая эволюция однодольных / Отв. ред. В. Л. Контримавичус; АН СССР, Дальневост. отд-ние, Ин-т биол. пробл. Севера. — М.: Наука, 1975. — 196 с.
- Закономерности эволюции растений / Отв. ред. В. Л. Контримавичус; АН СССР, Дальневост. отд-ние, Ин-т биол. пробл. Севера. — Новосибирск: Наука, Сиб. отд., 1975. — 202 с.
- Структура и морфогенез кустарников / Отв. ред. А. Г. Крылов. — М.: Наука, 1977. — 160 с. (в соавторстве с М. Т. Мазуренко)
- Эволюция биоморф растений. — М.: Наука, 1981. — 168 с.
- Флора Магаданской области / Отв. ред. В. Б. Куваев. — М.: Наука, 1985. — 397 с.
- Анализ флоры Колымского нагорья / Отв. ред. В. Н. Павлов; АН СССР, Дальневост. отд-ние, Ин-т биол. пробл. Севера. — М.: Наука, 1989. — 152 с.

Всего было опубликовано более 300 работ.

## Семья
- Жена — Мая Тимофеевна Мазуренко (1935—2013), ботаник, доктор биологических наук.
  - Дочь — Ольга (род. 16 апреля 1961)[1]
  - Сын — Павел (род. 11 августа 1963)[1]
- Единоутробный брат — Николай Михайлович Капустин[1].
- Единоутробная сестра — Людмила Михайловна Капустина[1].

## Именем Хохрякова названы

### Внутриродовые таксоны
- Rhizomatopteris sect. Khokhrjakovia Tzvelev

### Виды
- Androsace khokhrjakovii Mazurenko
- Astragalus khokhrjakovii Sytin et Podlech
- Salix khokhriakovii A.K.Skvortsov
- Saxifraga khokhrjakovii Zhmylev
- Vicia khokhriakovii Vorosch.

### Внутривидовые таксоны
- Vaccinium uliginosum subsp. khokhrjakovii Mazurenko